# Луза (станция)
Лу́за — железнодорожная станция Горьковской железной дороги, расположена в городе Луза Кировской области. Открыта в 1899 году.
Станция Луза относится к Кировскому региону Горьковской железной дороги и расположена на линии Киров — Котлас.
От станции отходят однопутные неэлектрифицированные участки на Лунданку и Бумажный. Железнодорожные пути на станции также не электрифицированы. По характеру работы станция отнесена к 3 классу.

## История
Станция Луза появилась на месте соснового леса и болот в 1897 году при строительстве Пермь-Котласской железной дороги, в окрестностях лальских деревень: Турина, Коровайкова, Слободки. Путевое хозяйство состояло из двух коротких разъездных путей, водонапорной башни и двух казенных домиков. Вскоре был возведён и мост через реку Луза.
К концу XIX века, стараниями лальских и устюжских купцов здесь появилось несколько жилых домов, торговый склад и трактир. Вокруг станции возник небольшой посёлок..
Луза встала на пересечении железнодорожных, водных и гужевых путей: в пяти верстах от станции проходил Великоустюгский тракт. В посёлок начали возить свои товары купцы Токмаковы из Верхнелалья, фабриканты Сумкины из Лальска и богатые крестьяне из близлежащих деревень и сёл.
Движение поездов было торжественно открыто 1 (13) января 1899 года. В первые годы своего существования на станции было обработано более 173 504 пудов различных грузов, принято и отправлено около 3000 пассажиров. По расписанию, регулярно курсировал почтово-багажный пассажирский поезд Котлас — Вятка — Пермь
В 1924 году в посёлке при станции проживало 414 человек. Подавляющее большинство из которых работало на железной дороге и на лесозаготовках.
В 1935 году при станции было открыто отделение «Северного краевого автогужтранса», на улицах посёлка появились первые автомобили. В 1959 году в Лузе открыто регулярное автобусное движение. В последующие годы станция развивалась как крупный транспортный узел Лузского района Кировской области.

## Пассажирское движение
На станции останавливаются все пассажирские поезда. Открыто регулярное пригородное пассажирское движение до Кирова, Пинюга, Сусоловки и Христофорово. На пригородных маршрутах работают рельсовые автобусы РА1 и пригородные поезда на тепловозной тяге. Время в пути от Кирова до Лузы составляет ~7 часов 40 минут.

### Направления, перевозчики и расписание
| Перевозчик                                      | Дистанция                               | Направления и расписание |
| ----------------------------------------------- | --------------------------------------- | ------------------------ |
| Федеральная пассажирская компания               | Дальнее следование                      | Яндекс                   |
| Волго-Вятская пригородная пассажирская компания | Межрегиональное и пригородное сообщение |                          |

## Коммерческие операции, выполняемые на станции
- Продажа пасс. билетов. Прием, выдача багажа
- Пр/выд. повагонных отправок грузов (откр. площ.)
- Пр/выд. мелких отправок грузов (крытые склады)
- Пр/выд. поваг. и мелк. отправок (подъездн. пути)
- Пр/выд. повагонных отправок грузов (крытые склады)
- Пр/выд. грузов в универсальных контейнерах(3 и 5т)
- Пр/выд. мелких отправок грузов (откр. площ.)[5].

## Статьи и публикации
- Носкова В. Б. Город Луза // Archidesignfrom.ru : новостной портал города Кирова. — 2010.

## Внешние медиафайлы
- ТЭП70-0282 с пригородным поездом № 6626 «Киров - Луза» на YouTube